# Gniazdniczka odsłonięta
Mycocalia denudata (Fr.) J.T. Palmer (gniazdniczka odsłonięta) – gatunek grzybów z rzędu pieczarkowców (Agaricales).

## Systematyka i nazewnictwo
Pozycja w klasyfikacji według Index Fungorum: Mycocalia, Incertae sedis, Agaricales, Agaricomycetidae, Agaricomycetes, Agaricomycotina, Basidiomycota, Fungi.
Polską nazwę nadała Rudnicka-Jezierska w 1991, Barbara Gumińska i Władysław Wojewoda w 1983 r zaproponowali nazwę gniazdniczka obnażona.

## Występowanie
Występuje w Europie i Australii, GBIF notuje też jedno wystąpienie w Ameryce Północnej. Rośnie w lasach liściastych na martwym, starym drewnie i na gatunkach takich jak Juncus, Phragmites czy Carex. W Czerwonej Liście ma status E – wymierający - krytycznie zagrożony.